# Lil' Boosie
Lil' Boosie, egentligen Torrance Ivy Hatch, Jr., född 14 november 1982 i Baton Rouge i Louisiana i USA, är en amerikansk rappare. 

## Diskografi
- 2000 – Youngest of the Camp
- 2003 – For My Thugz
- 2003 – Ghetto Stories med Webbie
- 2005 – Ghetto Musik med Webbie
- 2006 – Streetz Iz Mine
- 2006 – Bad Azz
- 2007 – Trill Entertainment Presents: Survival of the Fittest (with Lil' Boosie, Foxx, Webbie (and Trill Fam)
- 2020 – In House